# Isotomodes bisetosus
Isotomodes bisetosus är en urinsektsart som beskrevs av Cassagnau 1959. Isotomodes bisetosus ingår i släktet Isotomodes och familjen Isotomidae. Arten är reproducerande i Sverige. Inga underarter finns listade i Catalogue of Life.